# Melayumytilus smilacis
Melayumytilus smilacis är en insektsart som beskrevs av Sadao Takagi 1992. Melayumytilus smilacis ingår i släktet Melayumytilus och familjen pansarsköldlöss. Inga underarter finns listade i Catalogue of Life.